# Volvoverken i Kalmar
Volvoverken i Kalmar var en svensk bilfabrik som invigdes 1974. Anläggningen tillkom med anledning av nedläggningen av Kalmar Verkstad , som vid början av 1970-talet ägdes av Statsföretag. Kalmar stad sålde markområdet för 1 krona. En helt ny monteringsfabrik för Volvos personvagnar byggdes och omkring tusen personer arbetade på denna för sin tid moderna anläggning. 
Fabriken i Kalmar byggde inledningsvis Volvo 164 av 1975 års modell och därefter lyxmodellerna 264, 760 och 960, men kom även att bygga de mer standardbetonade 740 och 940.
Vid Volvoverken i Kalmar frångicks de traditionella löpande banden och istället flyttades bilarna på batteridrivna vagnar, som styrdes av slingor i golvet. Fabriken var mycket ljus med stora fönsterytor. De anställda delades upp i mindre grupper som hade möjlighet att påverka arbetsfördelning inom grupperna. 
Fabriken stängdes 1994 då totalt 482 739 bilar hade tillverkats. Fabriksbyggnaden byggdes om till företagshotell. Det tidigare fabriksområdet har tagits i anspråk för idrotts- och handelsändamål, där bland annat Guldfågeln arena och Hansa City uppförts.